# Sándor Pósta
Sándor Pósta (Pánd, 25 settembre 1888 – Budapest, 4 novembre 1952) è stato uno schermidore ungherese, vincitore di una medaglia d'oro, una d'argento ed una di bronzo nella scherma ai giochi olimpici.